# Loxoconcha chinzeii
Loxoconcha chinzeii is een mosselkreeftjessoort uit de familie van de Loxoconchidae. De wetenschappelijke naam van de soort is voor het eerst geldig gepubliceerd in 1992 door Ikeya & Zhou.